# Metrichia bola
Metrichia bola är en nattsländeart som först beskrevs av Oliver S. Flint Jr. 1991.  Metrichia bola ingår i släktet Metrichia och familjen smånattsländor. Inga underarter finns listade i Catalogue of Life.